# دوري كرة القدم الماليزيي الممتاز 2006–07
دوري كرة القدم الماليزيي الممتاز 2006–07 هو موسم من دوري كرة القدم الماليزيي الممتاز ‏. فاز فيه Polis Diraja Malaysia FC ‏.